# Légtérellenőrző repülőgép

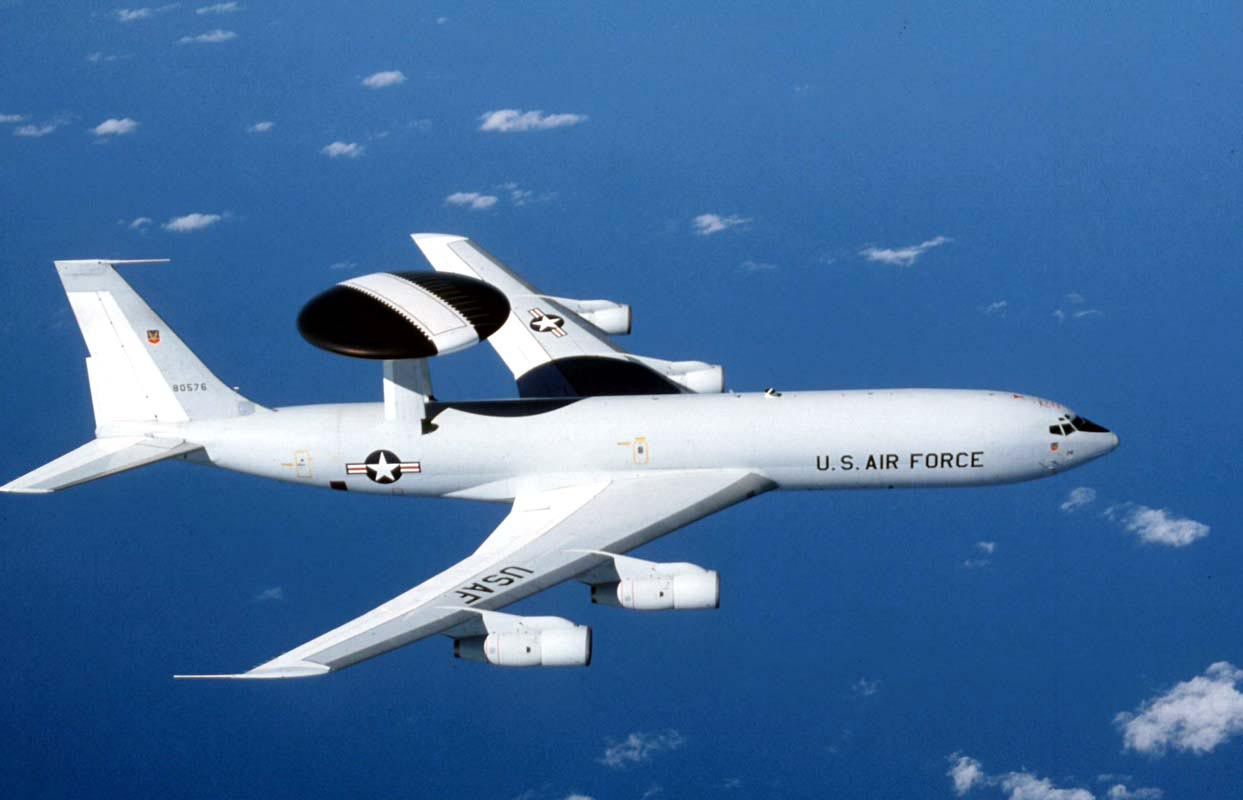
Az Amerikai Légierő E–3 Sentry légtérellenőrző repülőgépe

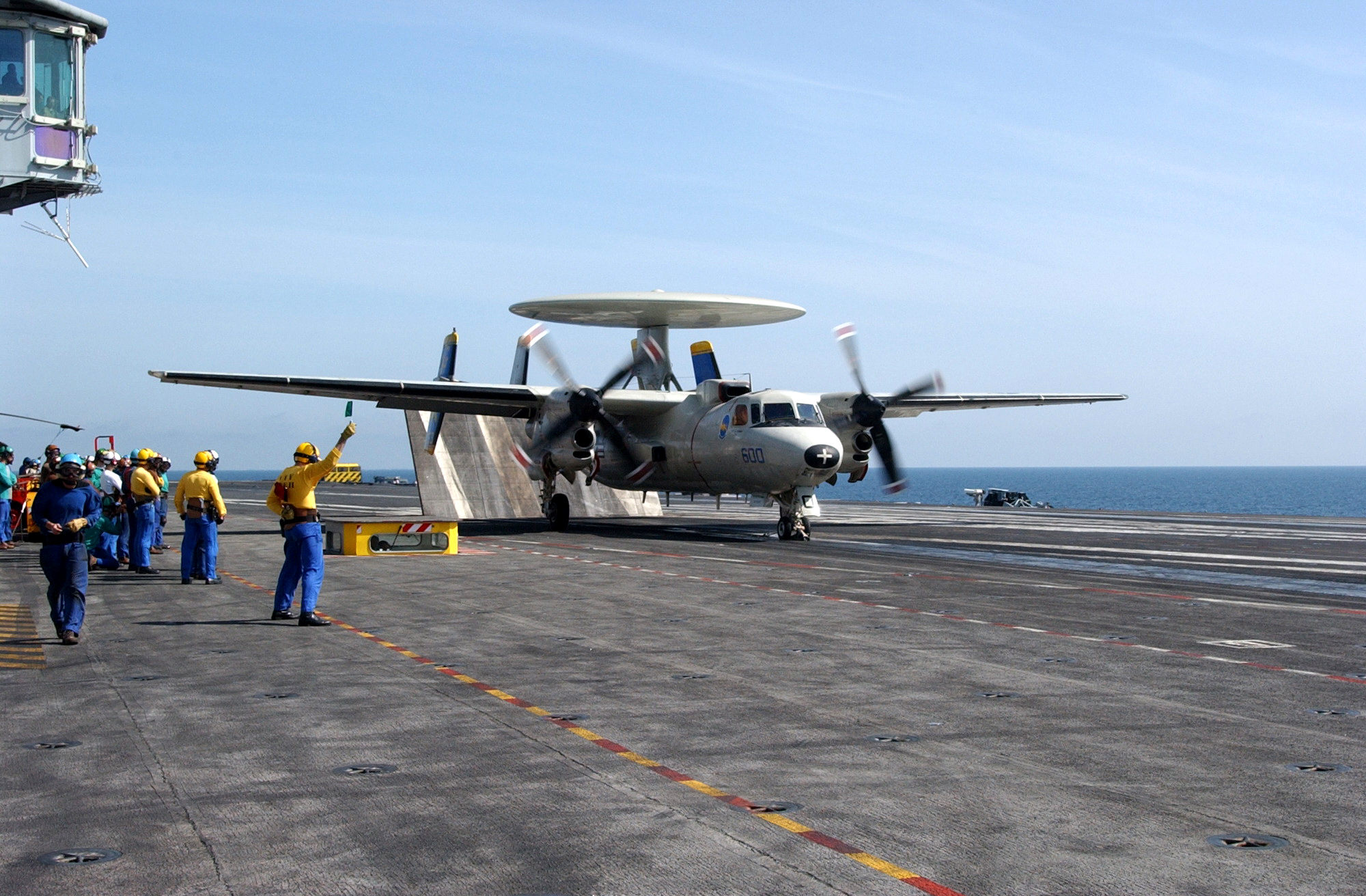
A Francia Haditengerészet E–2 Hawkeye légtérellenőrző repülőgépe repülőgép-hordozóról indítás előtt

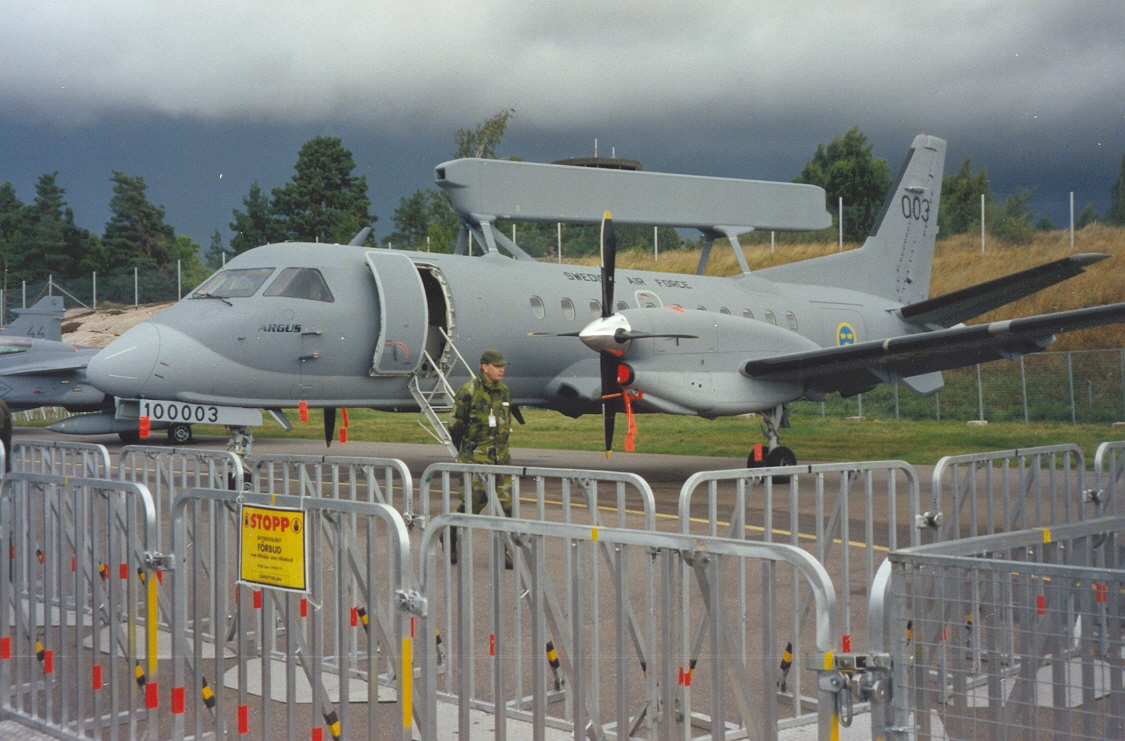
A Svéd Királyi Légierő Saab 340 AEW légtérellenőrző repülőgépe

A légtérellenőrző repülőgép (Airborne Warning and Control System, AWACS)  egy nagyméretű rádiólokátorral felszerelt repülőeszköz (általában repülőgép, ritkábban helikopter, a közeljövőben valószínűleg pilóta nélküli repülőgépek is), amely a környező légtér több száz kilométer sugarú területének (elsősorban katonai) légi forgalmát figyeli és irányítja. A szárazföldi telepítésű rádiólokátorokhoz képest nagy előnye, hogy több ezer méteres repülési magassága miatt a Föld görbülete és domborzata sokkal kevésbé akadályozza a repülőgépek észlelését (azaz felülről például a hegyek mögé is belát), emellett a rendszer mozgékony, azaz egyszerűen áttelepíthető a Föld egyik pontjáról a másikra. Az első légtérellenőrző repülőgépeket az ötvenes-hatvanas években kezdték kifejleszteni, az elektronikus berendezések miniatürizációja ekkortól tette ezt lehetővé. Jelenleg a legismertebbek az amerikai E–2 Hawkeye és E–3 Sentry, valamint az orosz A–50.
A légtérellenőrző repülőgépek rádiólokátora a gép repülési irányától függetlenül, minden irányban észleli a környező repülőeszközöket. Ezt a hagyományos kialakítású repülőgépeknél a rádiólokátor körbeforgatásával érik el, a korszerűbb repülőgépeknél a fixen felszerelt antenna által kibocsátott sugárnyalábot elektronikusan térítik el (ilyen például a Saab 340 AEW repülőgép). A rádiólokátor antennáját általában a törzs fölé szerelik, a kezelőszemélyzet pedig a törzsben foglal helyet.